# Synagogue d'Ostie

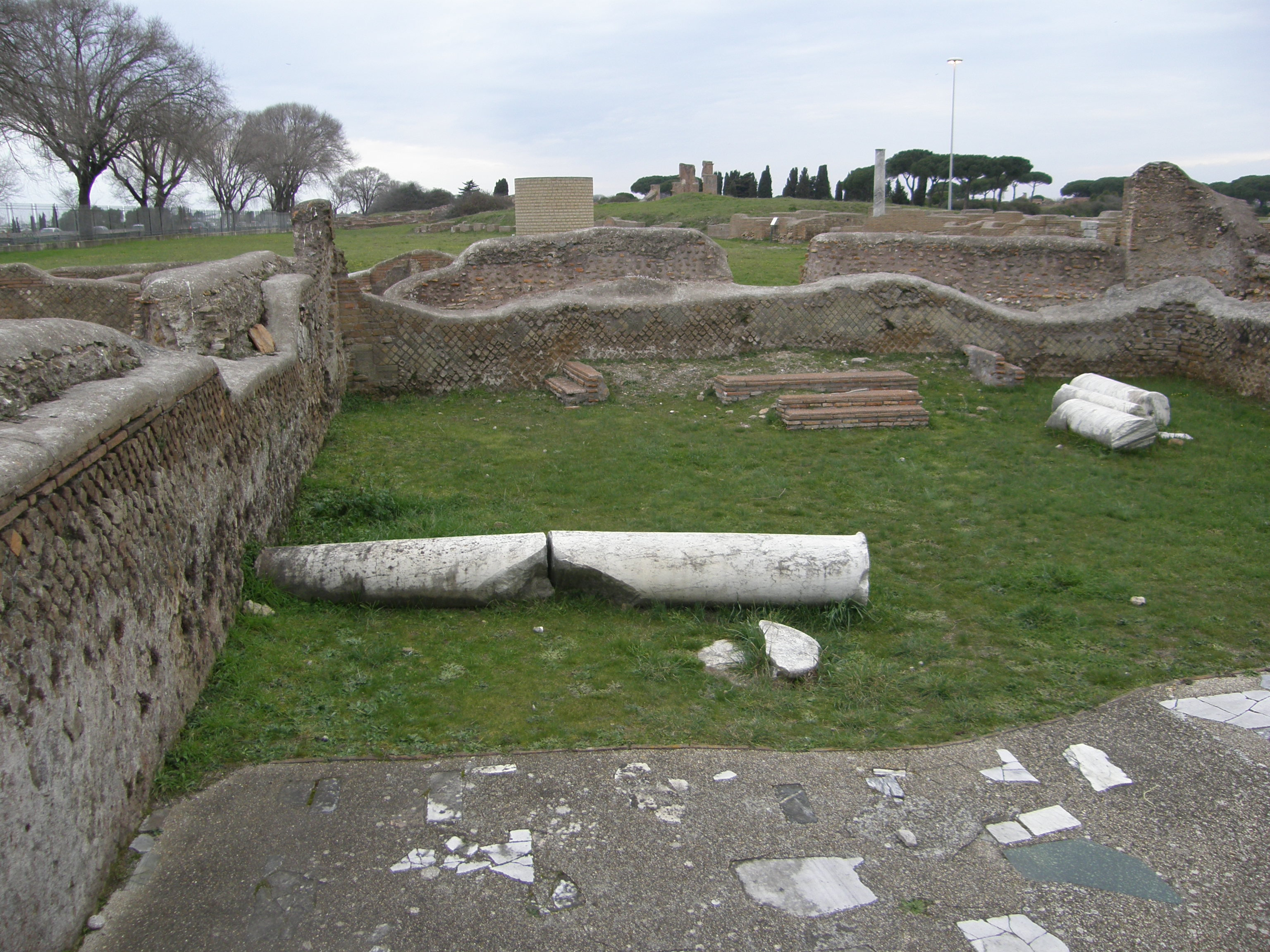
Intérieur des ruines de la synagogue

La synagogue d'Ostie est un édifice de culte juif situé dans les faubourgs de la ville romaine d'Ostie en Italie, près de la rive du Tibre, à l'extrémité du decumanus parallèle à la Via Severiana. La première phase de construction de l'édifice se situe dans la seconde moitié du Ier siècle de l'ère commune. Le temple fut embelli au IIe siècle et, au début du IVe siècle, il fut entièrement reconstruit et agrandi. C'est l'une des synagogues antiques connues les plus importantes de la diaspora en raison de sa date précoce et de son utilisation continue jusque dans l'Antiquité tardive. De plus, elle est la synagogue la plus ancienne d'Italie, précédant la synagogue de Bova Marina. Ce monument a fait l'objet d'une controverse d'interprétation des vestiges entre L. M. White et A. Runesson, le premier soutenant qu'il s'agit, comme dans beaucoup de synagogues antiques, d'un cas de réaménagement d'une demeure particulière pour les besoins cultuels de la communauté juive, tandis que le second, en accord avec la thèse défendue par le fouilleur, Maria Floriani Squarciapino, défend l'hypothèse d'une construction monumentale ad hoc de la synagogue.